# Monarkisme
| Monarkier i Europa (angivet med rødt) i 1815 (t.v.) og monarkier i dag (t.h.) |  | Monarkier i Europa (angivet med rødt) i 1815 (t.v.) og monarkier i dag (t.h.) |
| Monarkier i Europa (angivet med rødt) i 1815 (t.v.) og monarkier i dag (t.h.) |  |                                                                               |

Monarkisme er den politiske ideologi at en stat bør regeres som et monarki.